# アントニオ・ペドロッティ
アントニオ・ペドロッティ（イタリア語: Antonio Pedrotti, 1901年8月14日 - 1975年5月15日）は、イタリアの指揮者、作曲家。

## 経歴
トレント生まれ。ローマ大学で文学を学ぶ傍らで聖チェチーリア音楽院でオットリーノ・レスピーギに作曲を師事した。1924年に作曲学科を卒業後、ベルナルディーノ・モリナーリの下で指揮法を学び、1938年から1944年までサンタ・チェチーリア国立アカデミー管弦楽団でモリナーリの助手を務めた。1950年から故郷のトレントに戻り、地元の音楽学校やオーケストラの指導を任された。トレントを活動の中心としながらも、スカラ座やミラノ・アンジェリクム合奏団等も指揮し、1970年代までチェコ・フィルハーモニー管弦楽団やプラハ交響楽団等にも頻繁に客演した。1975年、トレントにて死去した。
1989年からペドロッティの名を冠した指揮者コンクールがトレントで行われている。